# Лейбёрн, Джулиана, 2-я баронесса Лейбёрн
Джулиана Лейбёрн (англ. Iuliana Leyburn; 1303/04 — 1 ноября 1367) — английская аристократка, 2-я баронесса Лейбёрн в своём праве (suo jure) с 1310 года. В трёх браках носила титулы баронессы Гастингс, баронессы Блаунт, графини Хантингдон.

## Биография
Джулиана Лейбёрн принадлежала к знатному и богатому рыцарскому роду. Она родилась в 1303 или 1304 году и стала единственным ребёнком Томаса Лейбёрна и Алисы де Тосни, внучкой Уильяма Лейбёрна, 1-го барона Лейбёрна. Отец Джулианы умер в 1307 году, когда она была ещё ребёнком, мать позже вышла замуж во второй раз — за Ги де Бошана, 10-го графа Уорика. После смерти деда в 1310 году Джулиана унаследовала обширные семейные владения в Кенте и Сассексе и стала баронессой Лейбёрн в своём праве (suo jure). Король поместил её под опеку Эмера де Валенса, 2-го графа Пембрука. Тот в 1321 году выдал подопечную за своего племянника Джона Гастингса, 2-го барона Гастингса.
В январе 1325 года Джулиана овдовела, в сентябре того же года вышла за сэра Томаса Блаунта (впоследствии — 1-го барона Блаунта), в августе 1328 года овдовела опять, а спустя два месяца вступила в третий брак — с Уильямом Клинтоном, который в 1330 году получил титул барона Клинтона, а в 1337 году стал 1-м графом Хантингдоном. После смерти третьего мужа в 1354 году Джулиана жила преимущественно в поместье Престон Манор в Кенте. У неё был только один ребёнок, рождённый в первом браке, — Лоуренс Гастингс, 3-й барон Гастингс, унаследовавший от дяди титул графа Пембрука и обширные земли. Лоуренс умер молодым в 1348 году. Хотя после него остался сын Джон, Джулиана в 1362 году передала все свои владения короне, оставив за собой пожизненное право пользования некоторыми поместьями (а также право передать эти поместья церкви).
Графиня умерла в 1367 году. Её тело было похоронено в часовне Святой Анны в аббатстве Святого Августина в Кентербери, которая была построена на её пожертвования. Этому же аббатству Джулиана завещала роскошно иллюстрированный «Апокалипсис», полученный ею в 1339 году от Генри Кобема, 1-го барона Кобема из Кента.